# Semestene
Semestene település Olaszországban, Szardínia régióban, Sassari megyében. Lakosainak száma 130 fő (2023. január 1.). Semestene Bonorva, Cossoine, Macomer, Pozzomaggiore és Sindia községekkel határos.

## Népesség
A település lakossága az elmúlt években az alábbi módon változott:
| Lakosok száma | 227  | 148  | 130  |
|               | 2008 | 2018 | 2023 |